# كلود ويفر
كلود ويفر هو قاضي ومحامي وسياسي أمريكي، ولد في 19 مارس 1867 في غينسفيل في الولايات المتحدة، وتوفي في 19 مايو 1954 في أوكلاهوما سيتي في الولايات المتحدة. نشط حزبياً في الحزب الديمقراطي. وقد انتخب عضو مجلس النواب الأمريكي ‏.